# Fenhe Shuiku
Fenhe Shuiku(kinesiska: 汾河水库, pinyin Fénhé shuǐkù) är en reservoar i Kina. Den ligger i provinsen Shanxi, i den norra delen av landet, omkring 66 kilometer nordväst om provinshuvudstaden Taiyuan och har bildats genom uppdämning av Fenfloden (Fen He). Fenhe Shuiku ligger 1 119 meter över havet. Arean är 21,1 kvadratkilometer. Trakten runt Fenhe Shuiku består i huvudsak av gräsmarker. Den sträcker sig 8,5 kilometer i nord-sydlig riktning, och 6,9 kilometer i öst-västlig riktning.
Genomsnittlig årsnederbörd är 701 millimeter. Den regnigaste månaden är juli, med i genomsnitt 223 mm nederbörd, och den torraste är januari, med 4 mm nederbörd.

## Mänsklig kommentar
Fenhe Shiku heter Fenhe Reservoir på Google Maps. Den genomflytes av Fenfloden, som heter Fen He på kinesiska och har bildats genom uppdämning av denna.